# Partecipanti alla Milano-Torino 2025
Elenco dei partecipanti alla Milano-Torino 2025.
La Milano-Torino 2025 è stata la centoseiesima edizione della corsa. Alla competizione presero parte 19 squadre: 6 con licenza UCI World Tour 2025, 11 UCI ProTeam e 2 UCI Continental Team.
Accreditati alla partenza 130 ciclisti.

## Corridori per squadra
Nota: R ritirato, NP non partito, FT fuori tempo, SQ squalificato
| XDS Astana Team               | XDS Astana Team            | XDS Astana Team            | EF Education-EasyPost   | EF Education-EasyPost   | EF Education-EasyPost   | Equipo Kern Pharma     | Equipo Kern Pharma     | Equipo Kern Pharma     |
| ----------------------------- | -------------------------- | -------------------------- | ----------------------- | ----------------------- | ----------------------- | ---------------------- | ---------------------- | ---------------------- |
| N°                            | Ciclista                   | Clas.                      | N°                      | Ciclista                | Clas.                   | N°                     | Ciclista               | Clas.                  |
| 1                             | Alberto Bettiol            | 42°                        | 11                      | Samuele Battistella     | R                       | 21                     | Hugo Aznar             | 111°                   |
| 2                             | Davide Ballerini           | 85°                        | 12                      | Markel Beloki           | 38°                     | 22                     | Urko Berrade           | 22°                    |
| 3                             | Nicola Conci               | 34°                        | 13                      | Richard Carapaz         | 16°                     | 23                     | Pablo Carrascosa       | 54°                    |
| 4                             | Lorenzo Fortunato          | 8°                         | 14                      | Alexander Cepeda        | 7°                      | 24                     | Jorge Gutiérrez        | R                      |
| 5                             | Harold Martín López        | 9°                         | 15                      | Alastair MacKellar      | 103°                    | 25                     | José Félix Parra       | 19°                    |
| 6                             | Harold Tejada              | 51°                        | 16                      | Jack Rootkin-Gray       | 115°                    | 26                     | Iván Sosa              | 21°                    |
| 7                             | Diego Ulissi               | 12°                        | 17                      | Max Walker              | NP                      | 27                     | Diego Uriarte          | 89°                    |
| Intermarché-Wanty             | Intermarché-Wanty          | Intermarché-Wanty          | Israel-Premier Tech     | Israel-Premier Tech     | Israel-Premier Tech     | JCL Team Ukyo          | JCL Team Ukyo          | JCL Team Ukyo          |
| N°                            | Ciclista                   | Clas.                      | N°                      | Ciclista                | Clas.                   | N°                     | Ciclista               | Clas.                  |
| 31                            | Dion Smith                 | NP                         | 41                      | Michael Woods           | R                       | 51                     | Nahom Zeray            | 20°                    |
| 32                            | Kevin Colleoni             | 69°                        | 42                      | George Bennett          | 25°                     | 52                     | Marc Cabedo H.         | 76°                    |
| 33                            | Alexy Faure Prost          | 56°                        | 43                      | Simon Clarke            | 68°                     | 53                     | Alessandro Fancellu    | 57°                    |
| 34                            | Kobe Goossens              | R                          | 44                      | Pau Martí               | 39°                     | 54                     | Manabu Ishibashi       | 121°                   |
| 35                            | Simone Gualdi              | 26°                        | 45                      | Nick Schultz            | 40°                     | 55                     | Koki Kamada            | 120°                   |
| 36                            | Maxence Place              | 74°                        | 46                      | Riley Sheehan           | NP                      | 56                     | Marino Kobayashi       | 91°                    |
| 37                            | Jonas Rutsch               | 43°                        | 47                      | Kiaan Watts             | 118°                    | 57                     | Nariyuki Masuda        | 130°                   |
| MBH Bank Ballan CSB           | MBH Bank Ballan CSB        | MBH Bank Ballan CSB        | Movistar Team           | Movistar Team           | Movistar Team           | Q36.5 Pro Cycling Team | Q36.5 Pro Cycling Team | Q36.5 Pro Cycling Team |
| N°                            | Ciclista                   | Clas.                      | N°                      | Ciclista                | Clas.                   | N°                     | Ciclista               | Clas.                  |
| 61                            | Matteo Ambrosini           | 71°                        | 71                      | Einer Rubio             | 5°                      | 81                     | Matteo Badilatti       | 36°                    |
| 62                            | Gabriele Casalini          | 122°                       | 72                      | Manlio Moro             | 104°                    | 82                     | Walter Calzoni         | 70°                    |
| 63                            | Edoardo Cipollini          | 99°                        | 73                      | Davide Formolo          | 53°                     | 83                     | Fabio Christen         | 63°                    |
| 64                            | Luca Cretti                | 59°                        | 74                      | Michel Hessmann         | 108°                    | 84                     | David de la Cruz       | 17°                    |
| 65                            | Matteo Fiorin              | 123°                       | 75                      | Lorenzo Milesi          | 37°                     | 85                     | Damien Howson          | 15°                    |
| 66                            | Márk Valent                | 81°                        | 76                      | Diego Pescador          | 50°                     | 86                     | Milan Vader            | 30°                    |
| 67                            | Barnabás Vas               | 112°                       | 77                      | Natnael Tesfatsion      | 80°                     | 87                     | Nickolas Zukowsky      | 78°                    |
| Solution Tech Vini Fantini    | Solution Tech Vini Fantini | Solution Tech Vini Fantini | Unibet Tietema Rockets  | Unibet Tietema Rockets  | Unibet Tietema Rockets  | Team Picnic PostNL     | Team Picnic PostNL     | Team Picnic PostNL     |
| N°                            | Ciclista                   | Clas.                      | N°                      | Ciclista                | Clas.                   | N°                     | Ciclista               | Clas.                  |
| 91                            | Kristian Sbaragli          | 92°                        | 101                     | Giovanni Carboni        | 35°                     | 111                    | Kevin Vermaerke        | 27°                    |
| 92                            | Davide Baldaccini          | 84°                        | 102                     | Cedrik Christophersen   | 61°                     | 112                    | Vincent Bodet          | 65°                    |
| 93                            | Valerio Conti              | 93°                        | 103                     | Baptiste Huyet          | 48°                     | 113                    | Bjoern Koerdt          | 47°                    |
| 94                            | Felix Meo                  | 106°                       | 104                     | Sergio Meris            | 55°                     | 114                    | Niklas Märkl           | 114°                   |
| 95                            | Tommaso Nencini            | 105°                       | 105                     | Adrien Maire            | 94°                     | 115                    | Juan Martinez          | 24°                    |
| 96                            | Mark Stewart               | 62°                        | 106                     | Adam Ťoupalík           | 72°                     | 116                    | Bram Welten            | 119°                   |
| 97                            | Kyrylo Carenko             | 31°                        |                         |                         |                         |                        |                        |                        |
| Team Polti VisitMalta         | Team Polti VisitMalta      | Team Polti VisitMalta      | Team Visma-Lease a Bike | Team Visma-Lease a Bike | Team Visma-Lease a Bike | TotalEnergies          | TotalEnergies          | TotalEnergies          |
| N°                            | Ciclista                   | Clas.                      | N°                      | Ciclista                | Clas.                   | N°                     | Ciclista               | Clas.                  |
| 121                           | Davide De Cassan           | 88°                        | 131                     | Tosh Van Der Sande      | 109°                    | 141                    | Pierre Latour          | 32°                    |
| 122                           | Mattia Bais                | 60°                        | 133                     | Tijmen Graat            | 73°                     | 142                    | Steff Cras             | 11°                    |
| 123                           | Pablo García Francés       | 41°                        | 134                     | Pietro Mattio           | 86°                     | 143                    | Joris Delbove          | 67°                    |
| 124                           | Germán Darío Gómez         | 23°                        | 135                     | Jørgen Nordhagen        | 58°                     | 144                    | Fabien Doubey          | 66°                    |
| 125                           | Álex Martín                | 45°                        | 136                     | William Smith           | 102°                    | 145                    | Jordan Jegat           | 13°                    |
| 126                           | Andrea Pietrobon           | 95°                        | 137                     | Ben Tulett              | 2°                      | 146                    | Valentin Retailleau    | 101°                   |
| 127                           | Alessandro Tonelli         | 52°                        |                         |                         |                         | 147                    | Baptiste Vadic         | 100°                   |
| Tudor Pro Cycling Team        | Tudor Pro Cycling Team     | Tudor Pro Cycling Team     | UAE Team Emirates XRG   | UAE Team Emirates XRG   | UAE Team Emirates XRG   | Uno-X Mobility         | Uno-X Mobility         | Uno-X Mobility         |
| N°                            | Ciclista                   | Clas.                      | N°                      | Ciclista                | Clas.                   | N°                     | Ciclista               | Clas.                  |
| 151                           | Michael Storer             | 10°                        | 161                     | Adam Yates              | 4°                      | 171                    | Jonas Abrahamsen       | 87°                    |
| 152                           | Marco Brenner              | 117°                       | 162                     | Igor Arrieta            | 64°                     | 172                    | Fredrik Dversnes       | 79°                    |
| 153                           | Marc Hirschi               | 14°                        | 163                     | Alessandro Covi         | 49°                     | 173                    | Ådne Holter            | 75°                    |
| 154                           | Florian Stork              | 28°                        | 164                     | Isaac Del Toro          | 1°                      | 174                    | Anders Johannessen     | 6°                     |
| 155                           | Roland Thalmann            | 107°                       | 165                     | Julius Johansen         | 98°                     | 175                    | Tobias Johannessen     | 3°                     |
| 156                           | Hannes Wilksch             | 82°                        | 166                     | Vegard S. Laengen       | 97°                     | 176                    | Johannes Kulset        | 33°                    |
| 157                           | Luc Wirtgen                | 116°                       | 167                     | Enea Sambinello         | 90°                     | 177                    | Anders Skaarseth       | 110°                   |
| VF Group-Bardiani CSF-Faizanè |                            |                            |                         |                         |                         |                        |                        |                        |
| N°                            | Ciclista                   | Clas.                      |                         |                         |                         |                        |                        |                        |
| 181                           | Martin Herreño             | 96°                        |                         |                         |                         |                        |                        |                        |
| 182                           | Martin Marcellusi          | 77°                        |                         |                         |                         |                        |                        |                        |
| 183                           | Alessio Martinelli         | 83°                        |                         |                         |                         |                        |                        |                        |
| 184                           | Luca Paletti               | 46°                        |                         |                         |                         |                        |                        |                        |
| 185                           | Alessandro Pinarello       | 18°                        |                         |                         |                         |                        |                        |                        |
| 186                           | Vicente Rojas              | 44°                        |                         |                         |                         |                        |                        |                        |
| 187                           | Alex Tolio                 | 29°                        |                         |                         |                         |                        |                        |                        |